# ستيفان لوغان
ستيفان لوغان (بالإنجليزية: Stefan Logan)‏ هو لاعب كرة قدم أمريكية ولاعب كرة القدم الكندية أمريكي، ولد في 2 يونيو 1981 في تامبا في الولايات المتحدة.

## وصلات خارجية
- ستيفان لوغان على موقع مرجع كرة القدم المحترفة.كوم (الإنجليزية)